# Bonaparte franchissant les Alpes
Bonaparte franchissant les Alpes est un tableau peint en 1848 par le peintre français Paul Delaroche. La peinture représente Napoléon Bonaparte à la tête de son armée traversant les Alpes sur le dos d’un âne, au printemps 1800, lors de la seconde campagne d'Italie. Il existe cinq versions de l'œuvre, l'exemplaire daté de 1848 exposé au Louvre est considéré comme le premier original, une deuxième version datée à Nice en 1850, appartient à la  Walker Art Gallery de Liverpool et a longtemps été considérée à tort comme la première version. Trois autres répétitions de taille réduite sont accrochées à la bibliothèque Thiers de Paris, au palais de Buckingham de Londres et dans une collection privée. 
La peinture est inspirée de l'œuvre de Jacques-Louis David Bonaparte franchissant le Grand-Saint-Bernard (1801–1803), où David montre aussi Napoléon traversant le col du Grand-Saint-Bernard, mais présentant des différences significatives entre les deux conceptions du même sujet. Là où le Bonaparte de David est idéalisé à la manière d'un héros antique, celui de Delaroche est représenté de manière réaliste et sans complaisance, dans un style romantique qui était en vogue à l'époque.
À l'instar de l'œuvre de David, la toile de Delaroche a été largement reproduite. La peinture fut critiquée par plusieurs spécialistes de la question sur le réalisme de la scène. Lors de sa réception à Londres, les critiques anglais ont estimé que Delaroche avait échoué dans sa tentative de traduire le génie de Napoléon par des moyens réalistes.

## Historique

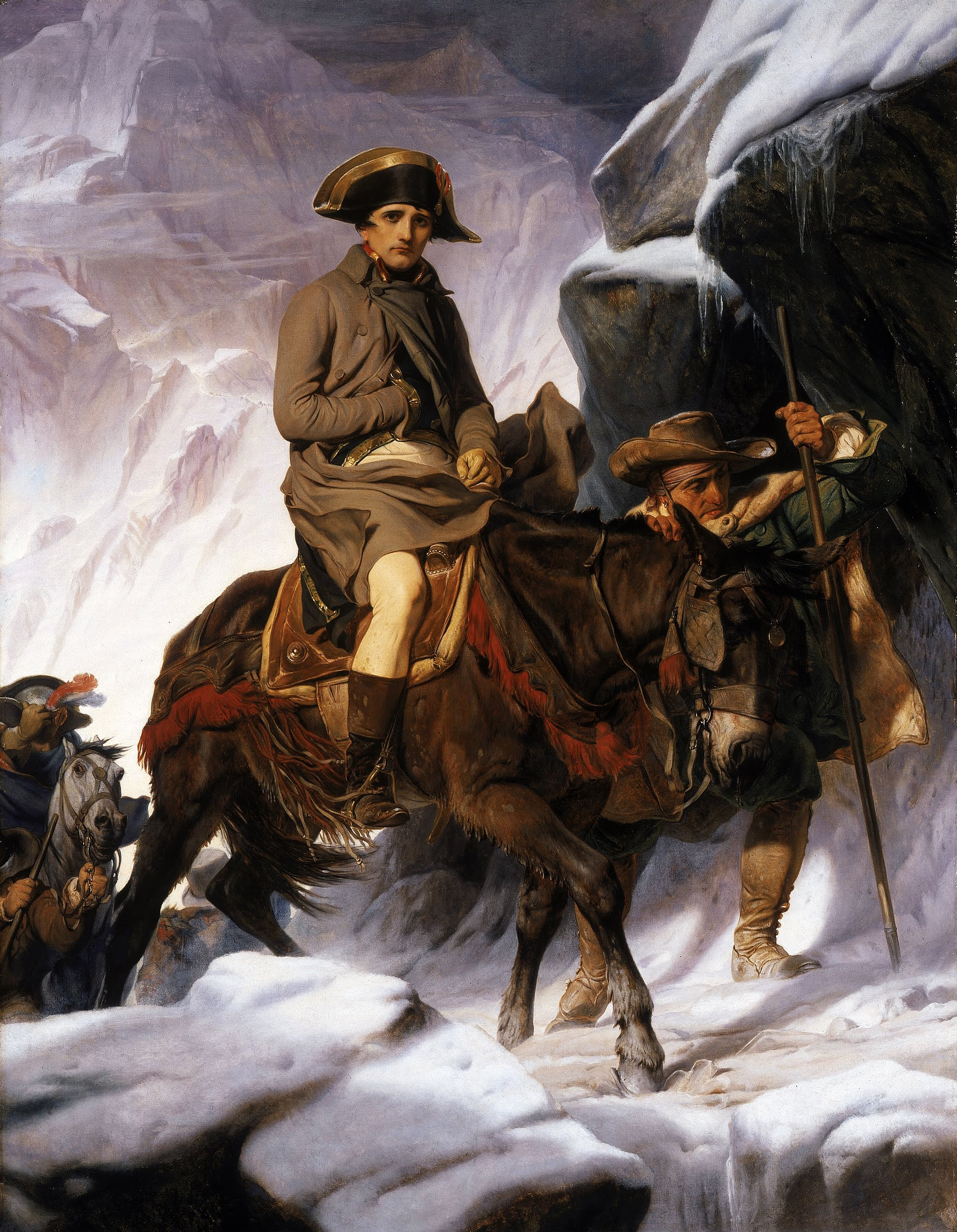
Seconde version datée de 1850, collection de la Walker Art Gallery de Liverpool.

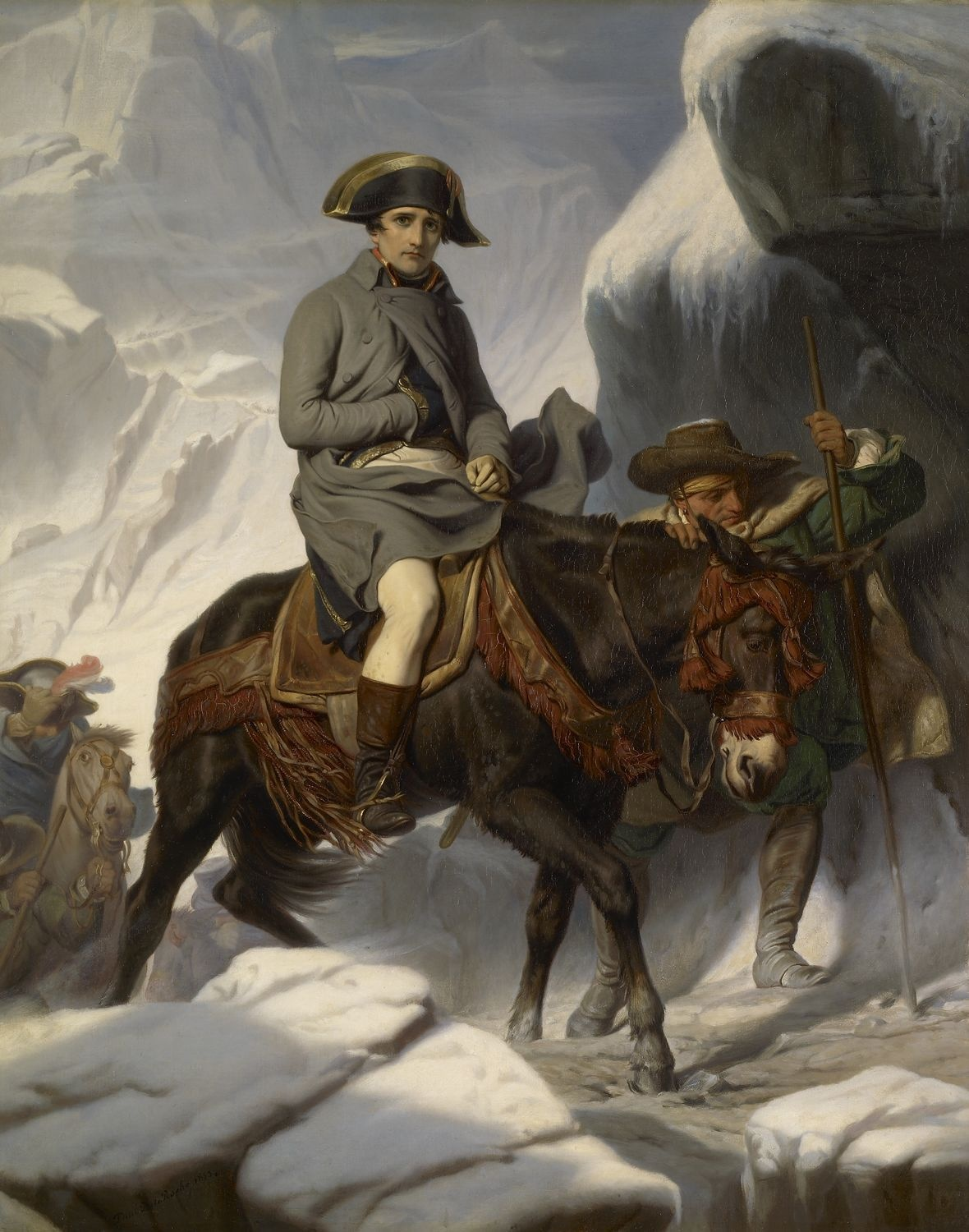
Une des trois répliques de dimensions réduites accrochée au palais de Buckingham similaire à la version de la Walker Art Gallery de Liverpool, à l'exception des rochers qui reprennent les formes de la version du Louvre.

Tableau original du Louvre, peint en 1848, vendu aux États-Unis, acheteur  inconnu, racheté par le collectionneur John Naylor en août 1853 pour 1 750 livres. Resté dans la collection de la famille jusqu'en 1967,  il est mis en vente chez Christie's en 1968 et en 1971. Le tableau appartient ensuite à la collection de M. et Mme. Birkhauser qui en font don au Louvre par l'intermédiaire de la Lutèce Fondation et du Metropolitan Museum of Art en 1982. La date 1848 peinte sur la toile a démontré qu'il s'agissait de l'original 
Second exemplaire de la Walker Art Gallery de Liverpool, acheté par Arthur George troisième comte d'Onslow, le tableau est acquis par le musée de Liverpool en 1893 lors de la vente de la collection Onslow. longtemps considéré comme l'exemplaire original, à cause d'une confusion de Delaborde et Goddé dans le catalogue de l'œuvre de Delaroche publié en 1858, il s'agit en fait d'une seconde version comme le montre la date mentionnée sur le tableau Paul Delaroche, Nice 1850.

## Description
La toile, de grande dimension (celle du Louvre mesure 2,89 m sur 2,22 m, soit un peu plus grande que la version de David), représente Napoléon Bonaparte, alors premier consul, en train de traverser un col des Alpes. Il est vêtu d'un uniforme d'officier général recouvert par une redingote grise, il porte une culotte de peau blanche et des bottes à l'écuyère. Il est coiffé d'un bicorne de feutre noir galonné d'or. Son visage est impassible et son regard dirigé vers le spectateur. Il enfourche une mule, sa main droite est glissée sous son uniforme, sa main gauche est posée sur le pommeau de la selle. Celui-ci est conduit par un guide, qui gravit le col en s'aidant d'une canne. À l'arrière plan à gauche on perçoit un officier maintenant de sa main son chapeau. Le décor est constitué de montagnes et de rochers enneigés. La toile du Louvre est signée et datée en bas à gauche Paul Delaroche, 1848, celle de Liverpool Paul Delaroche, Nice 1850.

### Versions du Louvre et de Liverpool
La principale différence entre les deux versions du Louvre et de la Walker Art Gallery se situe à gauche de l'œuvre. Dans le tableau du Louvre, la tête du cheval n'est pas visible, masquée en partie par la jambe de la mule, tandis que dans celle de Liverpool, on voit sa tête et deux mains qui lui tiennent la bride. L'autre élément est la différence de forme des rochers du premier plan. Les tailles sont sensiblement différentes : le tableau du Louvre mesure 2,89 sur 2,22 m et celui de Liverpool mesure 2,79 sur 2,14 m.

## Choix du sujet et origine de la commande

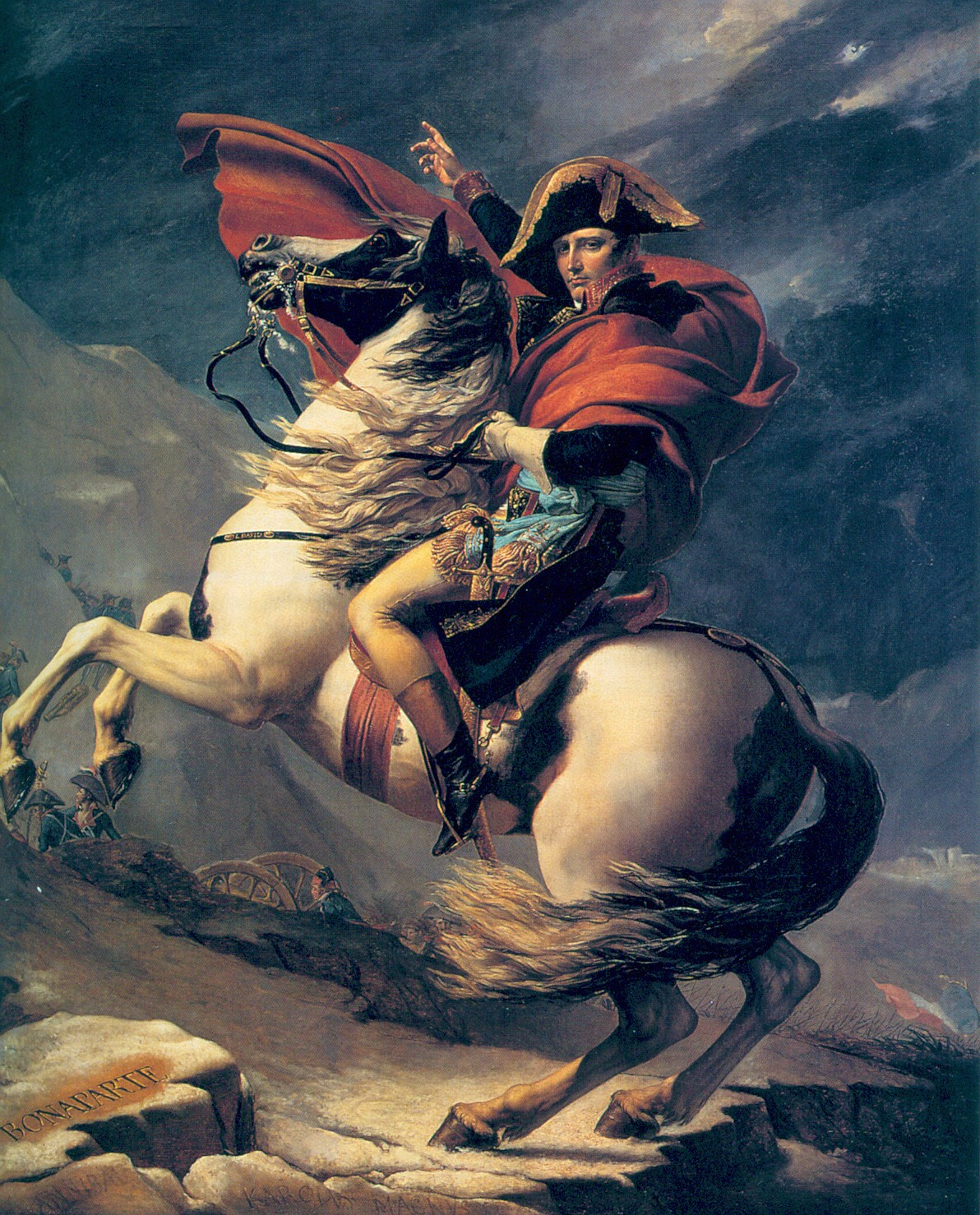
Jacques Louis David, Bonaparte franchissant le Grand-Saint-Bernard (château de Versailles) probable version vue par Delaroche et qui était alors exposée à Paris dans les années 1846.

Selon un récit provenant de la famille d'Arthur George, troisième comte d'Onslow et propriétaire de la seconde version signée de 1850 accrochée depuis à la Walker Art Gallery de Liverpool, l'origine de la commande fut motivée après que le comte et Paul Delaroche ont vu une version du tableau de David Bonaparte franchissant le Grand-Saint-Bernard au Louvre. Critiquant le caractère allégorique et irréaliste de la scène George Onslow aurait passé commande au peintre d'un tableau sur le même sujet, traité de manière réaliste. Cependant cette version des faits est erronée car aucune version du portrait de David n'était accrochée au musée du Louvre depuis 1802, date où les versions de Malmaison et de Berlin furent exposées avec Les Sabines. À l'époque du tableau de Delaroche, seulement deux versions autographes du portrait équestre de David étaient en France, celle de Versailles accrochée au palais depuis 1837, et l'exemplaire appartenant à la famille du peintre, dans la collection privée de la baronne Jeanin fille de David (donné à Napoléon III en 1850, aujourd'hui à Versailles depuis 1979). Une copie par Georges Rouget était aussi visible à la bibliothèque des Invalides. Il se peut qu'il s'agisse de l'exemplaire appartenant à la fille de David qui était exposé au Bazar Bonne-Nouvelle en 1846 que Delaroche ait vu alors qu'il  exposait lui aussi trois toiles, pour cette même exposition. 
L'exemplaire de George Onslow est en fait la deuxième version de l'œuvre et non l'original. En 1850, date de réalisation du second exemplaire, le tableau original du Louvre était déjà peint depuis 1848 et se trouvait  aux États-Unis avant de devenir en 1853 la propriété d'un autre collectionneur anglais, John Naylor. Stephen Bann suggère que la rencontre entre George Onslow et le peintre a bien eu lieu, mais que Delaroche aurait choisi de produire deux œuvres presque identiques et d'en envoyer une pour l'Amérique . 
Selon Elisabeth Foucart-Walter, Delaroche aurait eu l'idée du tableau après avoir réalisé pour le Château de Versailles un Charlemagne traversant les Alpes  et s'inspira directement du récit de la scène dépeinte par Adolphe Thiers dans son Histoire du Consulat et de l'Empire. Cependant on ne connaît pas les raisons précises qui ont amené Delaroche à choisir de faire un tableau sur le thème du passage des Alpes par Napoléon.